# Guilty Crown
Guilty Crown (ギルティクラウン, Giruti Kuraun) est une série télévisée d'animation créé par Tetsurō Araki. Elle est produite par Production I.G et a été diffusée dans la tranche horaire noitaminA sur Fuji TV entre octobre 2011 et mars 2012 au Japon. Dans les principaux pays francophones, la licence est acquise par Kazé.
L'histoire de Guilty Crown est fixée en 2039 et tourne autour de Shū Ouma, un garçon qui a acquis une capacité appelée « Void Genome » qui lui permet de tirer des outils ou des armes d'une autre personne (de leur cœur plus précisément). Il rejoint un groupe de résistants appelé « Les Croque-Morts », qui vise à restaurer l'indépendance du Japon vis-à-vis d'une organisation internationale connue sous le nom GHQ ou Anti-Bodies.
Une adaptation en manga a été prépubliée entre octobre 2011 et novembre 2013 dans le magazine Monthly Shōnen Gangan avant d'être compilé en un total de sept volumes. Un jeu vidéo intitulé Guilty Crown: Lost Christmas développé par Nitroplus est sorti en juillet 2012.

## Histoire

### Contexte
À la suite de l'apparition et de la propagation d'un virus hautement mortel, le Japon a dû faire appel à l'aide de nombreux pays étrangers afin d'enrayer la pandémie. Maintenant sous le contrôle de cette coalition, les habitants vivent dans la crainte de l'Anti-Bodies, une unité créée dans le but d'éradiquer le virus et abusant impunément de son autorité. Face à elle se dresse un groupe de terroristes prêt à se rebeller contre le système en place.

### Histoire
Tokyo, 2039. Ayant profondément souffert de l'épidémie du virus Apocalypse survenue le jour du Lost Christmas, qui a fragilisé les bases de sa puissance dix ans auparavant, le Japon ne tient plus à présent que par le soutien extérieur de plusieurs pays, maintenu par le régime militaire du GHQ où la valeur de chaque vie est devenue insignifiante. C'est dans ce contexte que Ouma Shū jeune étudiant mal dans sa peau, trouve dans son repaire Inori, chanteuse du groupe EGOIST : la jeune fille, blessée, vient de dérober à Sephirah Genomics un précieux cylindre destiné à Gai, chef du groupe terroriste Croque-Morts. Débusquée par les Anti-Bodies, groupe d'intervention sous la direction du GHQ, Inori est enlevée et Shū, impuissant, décide néanmoins de terminer sa mission. Interrompu par une explosion alors qu'il rencontre Gai, Shū part à la recherche d'Inori, qu'il découvre ciblée par deux Endlaves (armures mobiles) alors qu'elle tentait de s'enfuir. En s'interposant pour la protéger de leurs tirs, le cylindre contenant le Void Genome se brise alors et confère à Shū un étrange pouvoir…

## Personnages

### Les Croque-Morts
Ce groupe s'est formé dans le but de s'opposer à l'Anti-Bodies. Son leader est Gai, c'est lui qui a choisi le nom du groupe. Selon lui, ils offrent la chanson aux habitants, ils sont les survivants, donc Fossoyeurs.
Shū Ouma (桜満 集, Ōma Shū)
Voix : Yūki Kaji
Shū est un étudiant plutôt banal et mal dans sa peau, qui souhaite autant que possible éviter toute sorte d'ennuis et de problèmes, et qui ne considère aucun de ses camarades comme un véritable ami. Il entretient malgré tout de bonnes relations avec Souta, Yahiro, Hare et Kanon. Seulement, lorsqu'il va dans son repaire pour prendre son déjeuner comme à son habitude, sa vie bascule : il y retrouve Inori, chanteuse des EGOIST, blessée et serrant un robot, qu'elle dit devoir remettre à Gai. Il tente de comprendre ce qui lui est arrivé et de faire la conversation, lorsqu'un corps du GHQ entre et emmène la jeune fille, qui serait une terroriste, sans qu'il ait le courage d'agir. Cependant, le robot d'Inori indique à Shū un emplacement sur une carte, et l'adolescent décide cette fois d'agir, et d'amener le robot à l'endroit indiqué.
Shū retrouve Gai, mais se fait alors impliquer dans un combat déclenché par le GHQ et doit s’enfuir avec le Void Genome. Cependant, lorsqu’il retrouve Inori,  qui s’est échappée entre-temps, il veut la sauver et brise par mégarde le flacon initialement destiné à Gai, qui lui confère le pouvoir d’extraire les Voids des gens, le pouvoir du roi. Gai, dont les plans sont chamboulés, décide d’inclure Shū à la contre-offensive du lendemain. Cette opération est une réussite, et Gai propose à Shū de rejoindre son organisation, les Croque-Morts. Le jeune adolescent, pensant à sa routine, refuse. Cependant, Shū voit Inori rejoindre sa classe et devoir vivre chez lui, et apprend très vite qu’il ne peut pas en rester là : un étudiant de son lycée aurait été témoin du combat. Shū, ayant pour seules informations qu’il a un rapport avec la drogue et la forme de son Void, se met à sa recherche. Après divers ratés et essais, il découvre que ce témoin n’est autre que Yahiro, et ne peut donc pas se résoudre à le tuer. Il passe un pacte avec lui : Yahiro ne dit rien à propos des Croque-Morts, et lui tait sa relation à la drogue. Cependant, Yahiro trahit Shū et le remet aux autorités pour pouvoir placer son frère malade dans un centre de soins. Shū est arrêté et emprisonné, et se fait une nouvelle fois enrôler dans une des opérations des Croque-Morts, libérer un prisonnier nommé Kido Kenji. Gai parvient à décrocher un entretien avec lui en se faisant passer pour son avocat et lui laisse un choix ultime : agir ou retourner à sa vie banale. Inori, qui désobéit pour la première fois à Gai en venant sauver Shū, permet à ce dernier de prendre sa décision. 
Après l’opération, Shū s’entraîne et passe le test pour entrer dans les Croque-Morts. S’ensuivent des opérations et événements qui rendent Shū plus fort, courageux et lui font gagner en maturité et en assurance. Il noue des liens forts avec Gai et Inori, de laquelle il tombe amoureux.
Mais tout cet équilibre est chamboulé lorsque Yahiro, qui n’est pas revenu au lycée depuis l’arrestation de son « ami », refait son apparition. Celui-ci s’est enfui du centre avec son frère Jun car il l’y sentait en danger, et vit désormais dans une situation extrêmement précaire. Shū décide de l’aider et de trouver un endroit sûr pour Jun, mais son projet échoue lorsqu’ils sont attaqués par le GHQ, qui cherchait le fugitif contaminé, et qu’il doit faire face à Jun qui lui demande de mettre fin à sa vie avec le Void de son frère pour son bien et celui de Yahiro. Voyant que les cristaux du Virus du jeune garçon ont pris possession d’un Endlave et sont sur le point de tuer Yahiro, Shū coupe la ligne de vie de Jun. L’adolescent devient alors incapable de participer aux opérations des Croque-Morts ou bien même de revenir au lycée : il est hanté par les images des événements et par des visions qu’il a. Quelques jours plus tard, Gai vient lui annoncer qu’il a besoin de lui pour une opération de grande envergure, mais Shū, incapable de faire quoi que ce soit, refuse et se fait rejeter de l’organisation et traiter de lâche. Hare, qui a assisté à la scène et aux événements avec Yahiro, tente alors de réconforter Shū.
L’opération est une catastrophe : les complots dans le gouvernement font que Keido Shuichiro, scientifique de Sephirah Genomics tout comme la mère de Shū, met en route une deuxième Apocalypse, révélant l’infection de Gai qui devient inapte à combattre. La catastrophe est mise sur le dos des Croque-Morts, et Shū décide alors de reprendre ses esprits. Il lance un appel à l’aide à ses camarades, auquel répondront Souta, Kanon, Yahiro, Arisa, héritière d’un groupe influent, et bien sûr Hare. Shū leur explique la situation, avant de partir sauver ses compagnons.
Pendant ce temps, Inori, aidée par la mère de Shū, Haruka, chante afin d’arrêter la résonance génomique du Virus, et Keido continue son projet fou.
Shū parvient à percer les lignes avec ses amis et leurs Voids,  mais à l’instant où il rejoint Inori, un mystérieux personnage nommé Daath surgit à travers ce qui semble être un portail et l’enlève, après avoir grièvement blessé Gai, qui ordonne à l’adolescent de partir à la poursuite de Daath, qui veut ressusciter Mana.
Shū se remémore alors par parties son passé. En réalité, il connaissait Gai bien avant sa « rencontre » avec lui quelques mois plus tôt. Enfant, il l’avait retrouvé avec sa sœur Mana échoué sur la plage, et l’avait accueilli dans sa famille. Ils étaient tous les trois devenus amis, mais Mana, la première à avoir touché la pierre à l’origine du Virus, était devenue à la suite de son infection « Ève », et avait commencé à sombrer dans la folie. Elle voulait faire de Shū son Adam, mais la veille de Noël 2029, alors que Gai voulait révéler à son ami la face cachée de sa sœur, Mana avait essuyé un refus de son frère qui, effrayé, l’avait rejetée en la traitant de monstre. Choquée, elle avait déclenché le Lost Christmas avant de se consumer elle-même avoir son pouvoir.
Shū, après être entré dans le portail étrange de Daath, se retrouve dans une pièce où un rituel autour d’Inori semble avoir lieu : en fait, cette dernière serait un réceptacle créé pour accueillir l’âme de Mana, dont le transfert a déjà commencé. Keido, lui, veut épouser Mana à travers Inori, afin de devenir son Adam et créer une nouvelle race humaine. Une cérémonie commence, mais Gai fait son apparition et un combat est entamé alors que le mariage commence. Après avoir retrouvé tous ses souvenirs, Shū devient capable d’extraire le Void des gens sans les endormir, et permet donc à Gai de se ruer vers Inori avec son Void, un pistolet qui force celui des gens à se manifester. Shū réussit donc à récupérer le cœur d’Inori, l’épée, et à interrompre le rituel et sauver la jeune fille. Cependant, Gai, juste avant d’atteindre Mana, se fait transpercer et demande à Shū de poignarder Mana, même s’il est devant. Shū s’exécute amèrement, et la deuxième Apocalypse s’arrête.
Après la mort de Gai, le lycée est mis en zone de quarantaine. Le gouvernement provisoire mis en place, sous la direction de Keido, proclame la zone du lycée, la zone 7, sans habitants et clôturée pour 10 ans. Tous les moyens de communication sont coupés et un mur se rapprochant inexorablement est érigé, la Redline. Le pouvoir de Shū est révélé, ce qui lui permet de prendre la place de président, à l’instar d’Arisa, critiquée par les lycéens.  Shū est d’abord un bon président, juste, mais sa gentillesse n’est pas appréciée par Yahiro, qui pense qu’elle nuit à l’efficacité nécessaire à un bon fonctionnement à long terme. Un système de classement des gens par rapport à la force de leur Void est proposé, mais Shū n’est sûr de rien, surtout lorsqu’une organisation stricte est importante, mais qu’il subit une pression de la part de son ami Souta.
La liste des élèves et de leur rang est découverte par une étudiante, qui la révèle à Souta et d’autres rang F. Ces derniers décident donc d’aller avec leur Void pallier la pénurie de vaccins en allant en chercher dans l’hôpital abandonné pour montrer qu’ils ne sont pas inutiles.  Lorsqu’ils l’apprennent, Shū, Hare et d’autres vont chercher les autres, mais se font attaquer par les gardes de la Redline et Souta demande à Hare de réparer une voiture avec son Void. La voiture est touchée, et blesse dans son explosion Hare et  plus grièvement Shū, qui perd connaissance. Hare soigne avec ses dernières forces celui qu’elle aime, mais son Void se fait toucher par un tir ennemi et se fait détruire. Le Virus contamine Hare en quelques secondes et la tue.
Après cela, Shū devient un être froid et méprisant, qui a créé tout un royaume tournant autour de lui et des Voids afin de pouvoir faire s’échapper tout le monde de la zone. Il met en place un régime tyrannique reposant sur la peur, avec le système de classement, un service secret et Inori à ses côtés. Les plus bas rangs doivent effectuer les travaux les plus risqués, la plupart d’entre eux sont infectés. Shū apprend par la suite que la destruction du Void entraîne la mort du possesseur, et veut d’abord arrêter leur utilisation. Cependant, convaincu par Yahiro, il se fait enivrer par le pouvoir et continue de gérer un royaume toujours plus tyrannique. Il parvient malgré tout à faire s’échapper les lycéens, mais est trahi par des mécontents : c’est alors que Gai, ressuscité par le gouvernement, fait son apparition et coupe le bras de Shū pour récupérer le pouvoir du roi. Shū est alors abandonné de presque tous. Seulement Inori reste à ses côtés, mais se rend aux autorités quelque temps plus tard après l’avoir mis en sécurité, pour ne pas l’impliquer une nouvelle fois dans le combat.
Après le départ d’Inori, Shū se met à sa recherche pour la secourir. Pour cela, il prend en otage Arisa, qui a rejoint l’organisation de Daath, à laquelle appartiennent Gai et Keido, pour qu’elle le conduise à Inori. Cependant, Haruka est déclarée criminelle recherchée, et Arisa et Shū se mettent à sa recherche pour qu’elle leur révèle le plan de Gai. Shū retrouve Haruka dans un bâtiment avec d’anciens lycéens attaqué par les forces du Daath, et décide pour combattre de s’implanter le dernier Void Genome existant que sa mère a volé. Il extrait son propre Void, qui prend la forme d’un nouveau bras droit permettant de rassembler le bon et le mauvais de chaque personne, et de porter son fardeau. Il aspire en même temps que son Void le virus de Souta, et vainc l’ennemi.
Shū apprend ensuite que son père, Ouma Kurosu, était le meilleur ami de Keido Shuichiro autrefois, et que sa mère est nommée Shijou Saeko, et qu’elle est morte en couches. Kurosu était un chercheur et scientifique ayant longuement travaillé sur la résonance génomique, dont la fille avait découvert la météorite du Virus. Aveuglé par la jalousie, Keido avait tué son ami. Aussi, Shū apprend par sa mère que le pouvoir de Mana ne peut être complet que si elle récupère tous les fragments d’elle-même que contiennent les Voids et confirme sa décision d’agir contre Gai et sauver Inori.
Shū et son escouade parviennent à infiltrer la base et à retrouver la trace Inori grâce à son chant. Cependant, ses émotions sont déjà en train d’être détruites et Shū doit faire face au membre de Daath, Yuu, qui lui révèle la nature de Daath : une organisation qui décide du sort de l’humanité, et qui veut la faire évoluer de stade en stade. Il lui demande alors s’il veut devenir Adam, ce à quoi il répond non. Shū doit alors combattre Yuu, qu’il parvient à convaincre qu’il peut essayer de sauver Inori, et accède à la salle où elle se trouve avec Gai. Le rituel vient de se terminer, Inori est devenue Mana, et l’Apocalypse commence, cette fois à l’échelle mondiale. Shū rejette une nouvelle fois Mana qui laisse Gai extraire son Void et commence à détruire des endroits de la Terre à partir de sa mappemonde. Shū, lui, est en grande difficulté face à Gai qui possède une arme bien  plus puissante que les siennes. Cependant, le dernier fragment d’Inori, conservé à partir d’une larme versée au dernier instant, lui permet de se matérialiser, de contrer l’Apocalypse avec son chant, et de donner son Void à Shū. Shū réussit donc à triompher sur Mana et Gai – sur l’Apocalypse.
Au dernier instant, Gai lui révèle l’Utopie de Daath, un monde où tout est renfermé dans les cristaux, ses peurs, ses désirs, et la raison de ses actes : laisser Mana accomplir son rôle était le seul moyen de la libérer à tout jamais. Gai avait parié ; Shū allait sûrement les arrêter avant que le monde soit détruit. Shū, voyant Inori avec un stade du virus extrêmement avancé, décide de mourir avec elle en aspirant le Virus du monde entier, pour réaliser son vœu : rester ensemble pour l’éternité. Mais au dernier instant, Inori lui confie sa ligne de vie et disparaît.
Quelques années plus tard, la vie reprend son cours. Shū est devenu aveugle, mais vit normalement – il pense cependant toujours à Inori et lui ensemble.
Inori Yuzuriha (楪 いのり, Yuzuriha Inori)
Voix : Ai Kayano ; Chant : Chelly
Chanteuse du groupe EGOIST, c'est en fait une membre du groupe des Croque-Morts. Blessée au cours d'une opération visant à livrer à Gai le Void Genome, elle en fera don à Ouma. On découvrira plus tard qu'elle passe la nuit 2 ou 3 fois par mois avec Gai. Son Void est une épée, qui permet à son utilisateur de créer des barrières de protection contre toute attaque visant celui-ci et des plateformes en se servant comme un escalier. On découvre plus tard qu'elle est un réceptacle crée dans le but de recevoir l'âme d'Ève (Mana Ouma) et de la ressusciter lors de la dite Quatrième Apocalypse. Elle se lierait alors à l'Adam de son choix et répandrait le virus Apocalypse dans le monde entier afin de créer une nouvelle espèce humaine. Mais ce projet échoue car Gai et Shū empêchent la programmation du Virus de l'Apocalypse. Pendant que Shū sera le nouveau président du collège, elle l'épaulera et le soutiendra, croira en lui malgré tout. Quand Shū perd son bras droit, elle est la seule encore à ses côtés mais part pour le protéger car elle est recherchée par Gai qui a besoin d'elle afin de ressusciter Mana. Elle se transforme alors en monstre mais est faite prisonnière par Gai. Peu après, Gai lui annonce qu'elle va disparaître et renaître en Ève, il est persuadé qu'elle le hait. Mais Inori accepte son sort avec dignité, remerciant même Gai grâce auquel elle a pu rencontrer Shū et tomber amoureuse comme une personne normale ; il lui a offert son humanité. Après cela, elle verse une larmes qui deviendra une fleur de cristal. Alors que l'on la croyait morte, Inori revient pour aider Shū grâce à la fleur (à première vue, cette fleur serait un fragment de son âme), elle lui permet de battre Mana et Gai. Elle est donc libérée, mais atteinte du virus à un stade inconnu la rendant aveugle, elle décide de sauver Shū qui a absorbé tous les virus de l'Apocalypse grâce à son bras droit ; elle se sacrifie en donnant à celui qu'elle aime sa ligne de vie. À la fin du 22e et dernier épisode, on peut la voir dans les bras de Shū.
Gai Tsutsugami (恙神 涯, Tsutsugami Gai)
Voix : Yūichi Nakamura
Leader des Croque-Morts, le Void Genome lui était, à la base, destiné. Il a envoyé Inori voler le Void Genome dans la base ennemie, mais Shū se retrouve impliqué dans cette affaire. Shū la sauve, ce qui réveille le pouvoir du Void Genome et Shū devient à ce moment-là un « roi ». Il intégrera Ouma au groupe à la suite de la révélation de son pouvoir. Il possède la faculté de voir le Void des gens car il a été infecté par le virus de l'Apocalypse encore enfant, dans le laboratoire de Shuichiro Keido. C'est un personnage mystérieux dont on ne connaît pas particulièrement les intentions avant la fin de l'anime.
Vers le milieu de la première partie, on apprendra qu'il profite sexuellement d'Inori du fait qu'il lui ait donné une vie. Il s'agit en fait d'un leurre : pour empêcher le virus de le contaminer, il doit recevoir des transfusions sanguines d'Inori dont le sang a le pouvoir de combattre l'infection, et fait croire à tous qu'ils sont amants. Son Void est un pistolet qui force les Voids des autres à se manifester.
On sait que Gai et Shū étaient amis avant que le Lost Christmas commence. Gai était à l'origine un orphelin recueilli par Shuichiro Keido dans un laboratoire où des jeunes garçons se voyaient contaminés avec une souche rendue plus virulente du virus Apocalypse, afin de créer un Adam digne d'élaborer une nouvelle espèce humaine avec Mana/Ève. Mais il s'était échappé et avait été secouru de la noyade par Mana (qui l'avait pour cela surnommé Triton) et son frère Shū ; les trois enfants avaient ainsi passé l'été ensemble, juste avant le Lost Christmas. Gai est devenu confiant et fort grâce à Shū, qui a perdu toutes ces qualités après ce tragique événement, préférant oublier son amitié avec Gai et même l'existence de sa sœur pour se protéger. Il meurt après avoir arrêté la propagation du Virus d'Apocalypse : afin de libérer Mana qu'il a toujours aimé, il demande à Shū de les poignarder tous deux avec le Void d'Inori.
Mais par la suite il est ressuscité par Haruka Ouma, scientifique qui a élevé Shū après la mort de sa mère biologique à sa naissance ; celle-ci craignait en effet que son pouvoir du roi ne finisse par détruire Shū. Gai viendra donc récupérer le Void Genome que possède Shū en lui coupant son bras droit. Disposant par conséquent du pouvoir du roi, il réalise son projet de ressusciter Mana en capturant Inori. Parallèlement, il empêche les forces de l'ONU de détruire définitivement le Japon comme cela avait été décidé à l'unanimité grâce à l'utilisation des Voids. Dans la scène finale, on apprend que Gai a été extrêmement affecté car Shu avait été dans un premier temps choisi à sa place par Mana pour devenir son Adam, bien qu'il ait refusé. Mana ressuscitée commence à danser sur une mappemonde, répandant le virus dans le monde entier, mais alors que Shū se lance dans une ultime bataille, Gai lui révèle qu'il avait tout planifié afin de lui accorder la victoire : la feinte d'une quatrième Apocalypse était le seul moyen de libérer définitivement Mana en l'enfermant dans l'utopie de Daath, où elle serait cristallisée à jamais avec ses souvenirs, et d'empêcher quiconque de la ressusciter à nouveau. Gai apparaît pour la dernière fois enlaçant la jeune Mana dans l'église où la propagation de l'épidémie avait commencé, avant que tous deux ne soient cristallisés.
Ayase Shinomiya (篠宮 綾瀬, Shinomiya Ayase)
Voix : Kana Hanazawa
Pilote d'Endlave au sein des Croque-Morts, elle est paraplégique. Elle est secrètement amoureuse de Gai. C'est une fille très timide et solitaire, qui ne veut l'aide de personne. Ainsi, elle refuse catégoriquement d'être aidée lorsque tombée à terre, elle doit remonter dans son fauteuil roulant, estimant qu'elle n'est pas très élégante à ce moment-là. Son handicap l'affectera encore plus après la mort de Gai. Avant que Shū ne parte pour la bataille finale, elle finit par lui demander de l'aide pour remonter dans la machine contrôlant son Endlave. Son Void est une paire de bottes, qui lui permet de se déplacer rapidement sur terre comme dans les airs, et de sauter à une hauteur vertigineuse.
Tsugumi (ツグミ, Tsugumi)
Voix : Ayana Taketatsu
Soutien au sein des Croque-Morts. Depuis sa bulle technologique, elle est capable d'informer et de renseigner ses compagnons en temps réel sur les conditions du terrain. Elle a également accès à l'interface de contrôle des armures. Elle reste toujours auprès d'Ayase, qui est handicapée pour éviter les mauvaises rencontres. Comme Ayase, elle est solitaire et sait se débrouiller toute seule avant qu'elle rejoigne les Croque-Morts. Son Void est un scanner, qui lui permet de faire des copies humaines, ressemblant à deux gouttes d'eau à l'original.
Argo Tsukishima (月島 アルゴ, Tsukishima Arugo)
Membre des Croque-Morts et spécialiste aux armes blanches. C'est encore un étudiant, il est en deuxième année à l'institut des hautes études. Lors de l'épreuve pour rejoindre les Croque-Morts, Shū s'est servi de son Void pour la première fois et réussit l'épreuve avec succès. Les membres lui considèrent désormais comme l'un des leurs. Son Void, contrôlant le temps, une fois touchée, la cible se retrouve dans une sphère noire, qui arrête toute activité de celle-ci. Très utile, en cas de retrait si l'ennemi attaque en masse. Il viendra récupérer Arisa sous les ordres de son grand-père mais échoue après l'intervention de Shū et de son groupe.
Ogumo (大雲, Ōgumo)
Membre des Croque-Morts et spécialiste en armes à feu, de plus petit au plus gros calibre. Il a beaucoup de respect pour Gai et s'entend bien avec Tsukishima. C'est aussi un expert en camouflage. Il s'est sacrifié pour laisser le temps à Dr Ouma de s'échapper et est tué par Segai.
Kenji Kido (城戸 研二, Kido Kenji)
Très dangereux criminel que Gai veut absolument dans son groupe. Sorti du Centre d'isolement 4 par Shū Ouma dont lui aussi, était retenu prisonnier. Son Void est un pistolet, contrôlant la gravité, une foitile, en cas de retrait si l'ennemi attaque en masse.
Shibungi (四分儀, Shibungi)
Bras droit de Gai au sein des Croque-Morts, c'est un personnage calme et mature, mais aussi très sarcastique. Il est aussi amateur d'échec. Après la trahison de Gai, il jure de le tuer et combat aux côtés de Shū et ses amis.
Kyo
L'une des plus jeunes membres des Fossoyeurs. Elle est pleine de vie et s'entend bien avec Tsukishima. Elle aime énormément Gai et le considère comme un héros. Elle survit lors de l'attaque du Leukocyte mais avec beaucoup de blessures puis fut exécuté par Gai pour « abréger ses souffrances ».

### Anti-Bodies
Créée dans le but d'éradiquer le virus, cette unité peut décider arbitrairement si une personne est infectée et en disposer comme bon lui semble.
Daryl Yan (ダリル・ヤン, Dariru Yan)
Voix : Kōki Uchiyama
Fils du major général de l'Anti-Bodies, c'est un pilote exceptionnel surnommé le Kaléidoscope. Il a en revanche une personnalité exacerbée et une haute estime de lui-même. Il est cruel et sadique, parfois c'est même un enfant gâté. Son Void est un pistolet qui permet à son utilisateur de créer une sphère de miroirs autour de la cible, quasiment impossible d'en sortir vivant. Il ne supporte par son père qui l'a délaissé (il a oublié la date de son anniversaire) et le méprise, et ce encore plus après l'avoir surpris en train d'embrasser sa secrétaire dans l'ascenseur, acte qu'il qualifie d'« écœurant ». Il les tue ensuite avec son Endlave dans la salle de commandement lors de l'activation du Virus de l'Apocalypse. Daryl s'infiltre dans le lycée de Shū lorsque les élèves se retrouvent prisonniers de l'établissement, condamné à être détruit car faisant partie de la zone 7, afin de donner des nouvelles à Segai, et rencontre à cette occasion Tsugumi. Il semble qu'il éprouve des sentiments pour elle (ainsi n'hésite-t-il pas à tirer sur ses propres soldats pour la protéger).
Major Guin
Voix : Tomoyuki Shimura
Commandant du 3e escadron de l'Anti-Bodies, n'hésitant pas à faire massacre des innocents soupçonnés d'être malades, cet officier a une personnalité très cruelle et colérique. Il est à l'origine de la prise d'otage du parking souterrain du secteur 14 mais échoue dans son plan pour écraser les « Undertaker ». Il meurt dans l'explosion due au tir de laser renvoyé par le Void de Daryl Yan.
Makoto Waltz Segai (嘘界＝ヴァルツ・誠, Segai Varutsu Makoto)
Voix : Nobutoshi Kanna
Major de l'Anti-Bodies, un homme au maquillage clownesque qui adore jouer aux mots croisés sur son téléphone. Il est par ailleurs très rusé et pointu, capable de récupérer rapidement toutes sortes d'informations à l'aide de ses informateurs. On apprend qu'il a réussi à totalement découvrir le réseau de distribution de Norma Gene en seulement une semaine. Segai est venu récupérer le dernier Void Genome, pris par le Dr Ouma et tue ensuite Ogumo, un des membres des Croque-Morts. Finalement, Shū Ouma lui ôte la vie, après avoir déclaré qu'il se salirait les mains pour sauver tout le monde.
Shuichiro Keido (茎道 修一郎, Keido Shūichirō)
Dirigeant de l'Anti-Bodies, il apparaît d'abord comme un personnage mineur, mais est ensuite révélé comme étant le principal antagoniste. Il était le collègue et meilleur ami de Kurosu Ouma, avec lequel il découvre le principe de la résonance génomique et tente de percer le secret de l'évolution. Jaloux du succès de Kurosu, qui a réussi à progresser sans lui, il finit par le tuer. Il accepte de rejoindre Da'ath pour accélérer ses recherches et mène ses expériences sur des orphelins, parmi lesquels Gai, pour trouver le prochain "Adam". Des années plus tard, il tente de déclencher la quatrième apocalypse mais est stoppé par Shū. Son but est d'épouser Inori pour devenir le nouvel "Adam".

### Les Étudiants
Yahiro Samukawa (寒川 谷尋, Samukawa Yahiro)
Camarade de classe de Shū et membre du club d'animation. C'est un gars assez sympathique avec tout le monde mais en réalité, c'est un dealer, surnommé « Sugar ». Il vient souvent rendre visite à son frère Jun, qui est infecté par le virus. Shū et Yahiro ont conclu un marché tous les deux : Shū ne révélera pas sa véritable identité et Yahiro n'avertira pas les autorités de ce qu'il a vu. Mais Yahiro va le pousser en dehors du train et Shū sera emmené par le GHQ. Son Void est une cisaille, qui lui permet d'ôter la vie de son adversaire.
Sōta Tamadate (魂館 颯太, Tamadate Sōta)
Camarade de classe de Shū et membre du club d'animation. Fan du groupe EGOIST dans lequel chante Inori. Il ne tarde donc pas à éprouver des sentiments pour elle. Il demande donc de l'aide à Shū mais au dernier moment, ce dernier se rendrser à travers toutes les portes, par exemple, il faut insérer un mot de passe pour que la porte s'ouvre mais le Void de Sōta peut ouvrir n'importe quelle porte ou voie d'accès. Il a été contaminé par le Virus d'Apocalypse et atteint déjà le stade 3 que même le vaccin ne peut le sauver. Le nouveau pouvoir de Shū absorbe son lourd fardeau et Sōta est enfin libéré.
Arisa Kuhouin (供奉院 亞里沙, Kuhōin Arisa)
Présidente du Lycée et membre du groupe Kuhouin. Elle est désormais alliée avec les Croque-Morts. Son Void est un bouclier, qui permet à son utilisateur de parer toutes les attaques adverses.
Hare Menjou (校条 祭, Menjō Hare)
Camarade de classe et meilleure amie de Shū et membre du club d'animation. Elle est d'une extrême gentillesse et aide Shū dès qu'elle le peut. Elle est en fait amoureuse de lui. Son Void est un bandage, qui permet à son utilisateur de réparer n'importe quoi. Elle meurt lorsque son Void est détruit sous les coups de feu des hélicoptères après l'avoir utilisé pour sauver Shū.
Kanon Kusama (草間 花音, Kusama Kanon)
Camarade de classe de Shū et membre du club d'animation. Shū aura une attitude très incorrecte envers elle en s'entrainant à retirer les Voids. Son Void est une paire de lunettes, qui lui permet de trouver ce qu'elle cherche.

### Famille Ouma
Kurosu Ouma (桜満 玄周, Ōma Kurosu)
Père de Shū et Mana, mari de Haruka. C'est un scientifique génial, collègue et meilleur ami de Keido Shuichiro, avec la coopération duquel il découvre le principe de la résonance génomique et perce le secret de l'évolution. À la suite de la découverte par sa fille Mana de la Pierre de l'Apocalypse et de sa capacité virale, il met au point trois Void Genomes, des séquences d'ADN permettant de lutter contre le virus, prouvant qu'il ne s'agit pas d'un fléau divin car il peut être dompté par l'Homme. Cette dernière découverte est à l'origine de son assassinat par Keido Shuichiro, jaloux et furieux que son collègue ait finalement réussi sans lui.
Mana Ouma (桜満 真名, Ōma Mana)
Fille de Kurosu Ouma et Shijou Saeko, grande sœur de Shū, c'est elle qui découvre l'astéroïde connu sous le nom de Pierre de l'Apocalypse. Elle est aussi la première victime du virus de l'Apocalypse, qui en se développant dans son organisme lui fait perdre la raison. Elle devient alors Ève et choisit Shū pour être son Adam. Ainsi l'autorise-t-elle à la regarder « avec des yeux d'adulte », ce qui effraie le jeune Shū.
Elle sauve Triton (Gai) de la noyade et essaye de le tuer afin de protéger « son Adam ». Le 25 décembre 2029, c'est elle qui en criant qu'elle est en train de devenir quelqu'un qu'elle n'est pas (par l'action du virus) déclenche le Lost Christmas. Dans l'épisode 21, elle renaîtra sous la forme d'Ève en prenant le corps d'Inori et déclenchera un nouveau Lost Christmas à l'échelle mondiale, mais sera détruite par Shū ; elle sera sauvée par Gai qui l'abritera dans l'utopie de Daath afin que plus personne ne tente de la ressusciter, et rendra sa liberté à Inori.
Shijou Saeko
Première femme du docteur Ouma et mère de Mana et Shū, elle sera atteinte du virus de l'Apocalypse et mourra en donnant naissance à Shū.
Haruka Ouma (桜満 春夏, Ōma Haruka)
Deuxième femme de Kurosu, c'est la petite sœur de Keido Shuichiro. Cette scientifique décide de l'épouser en se rendant compte d'à quel point il est seul. C'est elle qui découvre le docteur Ouma mort. Elle essaye par la suite de tout faire pour protéger Shū du Void Genome, quitte à ressusciter Gai Tsutsugami.

### Da'ath
Mystérieuse organisation dont le but est d'éradiquer l'espèce humaine pour la faire repartir à zéro, grâce à Mana et Adam. Elle est également supposée avoir créé le Virus de l'Apocalypse
Yuu (ユウ, Yuu)
Envoyé de Da'ath, il possède lui aussi le Pouvoir du Roi. Il désire ressusciter Mana pour former une nouvelle race d'humains. C'est lui qui est derrière les actions de Keido. Il capture Inori pour tenter de la marier à Keido, et ainsi réveiller Mana et tente de tuer Shū mais est stoppé par Gai. Après la résurrection de celui-ci, il le choisit pour être le nouvel Adam. Après un bref duel, il est vaincu par Shū avant de disparaître.

## Technologie
- Endslave : Endoskeleton remote slave armor. Il s'agit d'armures de combat pilotées à distance via une interface complète ressemblant à un simulateur de jeux 3D refoulés jusqu'à l'unité de contrôle et peuvent blesser mentalement le pilote, voir le tuer en cas d'avaries extrêmes.

- Void Genome : On ne sait que très peu de chose sur cet appareil, constitué d'un cylindre en métal contenant une substance rose fluorescente. Appuyer sur le haut du cylindre libère une aiguille permettant d'injecter le Void Genome. Il s'agit en fait d'une séquence moléculaire mise au point par le docteur Kurosu Ouma afin de lutter contre le virus de l'Apocalypse. Il procure à la personne qui se l'injecte la capacité du roi, c'est-à-dire la possibilité de créer des armes à partir du cœur d'une personne. Il semblerait que cette technologie analyse le cœur et le génome de la personne ciblée afin d'en extraire une arme unique. Toutefois pour la majorité des gens l'injection du Void Genome conduit à la mort par contraction du virus de l'Apocalypse.

- Void : C'est l'arme extraite d'une personne par la capacité du roi, elle reflète le cœur de la personne. Puisque chaque personne est unique et possède un génome qui lui est propre, les Voids diffèrent suivant les personnes. Il est donc possible qu'un Void, chez une même personne puisse changer au cours du temps en fonction de l'évolution de ce personnage. Lorsque son Void est détruit, la personne meurt cristallisée. On apprend à la fin de la série que l'apparition des Voids serait un signe avant-coureur de l'avènement d'un nouveau monde, où le cœur même des gens serait matérialisé. Cependant la victoire finale de Shū amène à la disparition totale des Voids.

## Anime
En juin 2011, le magazine Newtype annonce que Tetsuro Araki réalise un nouveau projet avec Hiroyuki Yoshino en scénariste et ryo, leader du groupe supercell, en compositeur. La série télévisée Guilty Crown produite par le studio Production I.G. est révélée le même mois. Elle a été diffusée sur Fuji TV dans la case horaire noitaminA du 14 octobre 2011 au 23 mars 2012,. Le premier Blu-ray contient un épisode flash bonus et un OAV est sorti avec le jeu vidéo Guilty Crown: Lost Christmas le 26 juillet 2012.
La série est diffusée en streaming légal en version originale sous-titrée français par Kazé sur le site kzplay, devenu Anime Digital Network, qui édité également les coffrets DVD et Blu-ray.

### Liste des épisodes
| No   | Titre français               | Titre japonais                    | Titre japonais                  | Date de 1re diffusion |
| No   | Titre français               | Kanji                             | Rōmaji                          | Date de 1re diffusion |
| ---- | ---------------------------- | --------------------------------- | ------------------------------- | --------------------- |
| 1    | Genèse                       | 発生:Genesis                      | Hassei:Genesis                  | 14 octobre 2011       |
| 2    | Le plus apte                 | 適者:Survival of the Fittest      | Tekisha:Survival of the Fittest | 21 octobre 2011       |
| 3    | Échantillons                 | 顕出:Void-samplin                 | Kenshutsu:Void-samplin          | 27 octobre 2011       |
| 4    | Courant                      | 浮動:Flux                         | Yōzai:Flux                      | 3 novembre 2011       |
| 5    | Entrainement                 | 訓練:A preparation                | Kunren:A preparation            | 12 novembre 2011      |
| 6    | Leucocytes                   | 檻:Leukocytes                     | Ori:Leukocytes                  | 18 novembre 2011      |
| 7    | Valse endiablée              | 輪舞:Temptation                   | Rinbu:Temptation                | 25 novembre 2011      |
| 8    | Cours estivale               | 夏日:Courtship Behavior           | Kajitsu:Courtship Behavior      | 1er décembre 2011     |
| 9    | Proies                       | 捕食:Prey                         | Hoshoku:Prey                    | 9 décembre 2011       |
| 10   | Régression                   | 撤回:Retraction                   | Shukutai:Retraction             | 17 décembre 2011      |
| 11   | Résonance                    | 共鳴:Resonance                    | Kyōmei:Resonance                | 24 décembre 2011      |
| 11.5 | Réassortiment                |                                   | Kiseki:Reassortment             | 6 janvier 2012        |
| 12   | Résurrection                 | 再誕:The Lost Christmas           | Saitan:The Lost Christmas       | 12 janvier 2012       |
| 13   | Cour d'école                 | 学園:Isolation                    | Gakuen:Isolation                | 20 janvier 2012       |
| 14   | Élections troublées          | 攪乱:Election                     | Kakuran:Election                | 27 janvier 2012       |
| 15   | Déclaration                  | 告白:Sacrifice                    | Kokuhaku:Sacrifice              | 3 février 2012        |
| 16   | Mon royaume                  | 王国:The Tyrant                   | Ōkoku:The Tyrant                | 10 février 2012       |
| 17   | Évolution                    | 革命:Exodus                       | Kakumei:Exodus                  | 17 février 2012       |
| 18   | Errance                      | 流離:Dear…                        | Ryuuri:Dear…                    | 24 février 2012       |
| 19   | Rédemption                   | 贖罪:Rebirth                      | Shokuzai:Rebirth                | 2 mars 2012           |
| 20   | Vieux souvenirs              | 追想A Diary                       | Tsuisou:A Diary                 | 9 mars 2012           |
| 21   | Éclosion                     | 羽化：Emergence                   | Uka:Emergence                   | 16 mars 2012          |
| 22   | Inori                        | 祈り:Convergence                  | Inori:Convergence               | 23 mars 2012          |
| OAV  | Guilty Crown: Lost Christmas | ギルティクラウン ロストクリスマス | Giruti Kuraun Rosuto Kurisumasu | 26 juillet 2012       |

### Musique
| Génériques | Épisodes | Début                        | Début     | Fin                                     | Fin       | 1re date de diffusion |
| Génériques | Épisodes | Titre                        | Artiste   | Titre                                   | Artiste   | 1re date de diffusion |
| ---------- | -------- | ---------------------------- | --------- | --------------------------------------- | --------- | --------------------- |
| 1          | 1 – 12   | My Dearest                   | supercell | Departures ～Anata ni Okuru Ai no Uta～ | EGOIST    | 14 octobre 2011       |
| 2          | 13 – 22  | The Everlasting Guilty Crown | EGOIST    | Kokuhaku                                | supercell | 20 janvier 2012       |

## Manga
L'adaptation en manga est écrite par Yousuke Miyagi et dessinée par Shion Midzuki. Elle a débuté dans le magazine Monthly Shōnen Gangan le 12 octobre 2011, et le dernier chapitre a été publié le 12 novembre 2013. Le premier volume relié est publié par Square Enix le 21 janvier 2012 et le septième et dernier le 21 décembre 2013.
Une série nommée Guilty Crown: Dancing Endlaves est également publiée depuis le 30 mai 2012 dans le magazine Dengeki G's Magazine. Le premier volume relié est publié par ASCII Media Works le 26 janvier 2013, et deux volumes sont sortis au 27 septembre 2013.

## Jeu vidéo
Un jeu vidéo intitulé Guilty Crown: Lost Christmas développé par Nitroplus est sorti en juillet 2012. Celui-ci raconte une histoire se déroulant en 2029, dix ans avant la série télévisée.